# 舞木駅
舞木駅（もうぎえき）は、福島県郡山市舞木町字平にある、東日本旅客鉄道（JR東日本）磐越東線の駅である。難読駅として知られている。

## 歴史
- 1914年（大正3年）7月21日：舞木駅（もうきえき）として開業[3][4]。
- 1950年（昭和25年）1月16日：読みを（もうぎえき）に改称[4]。
- 1972年（昭和47年）9月1日：貨物の取り扱いを廃止[4]。
- 1984年（昭和59年）2月1日：荷物の扱いを廃止[4]。
- 1987年（昭和62年）4月1日：国鉄分割民営化により、JR東日本の駅となる[3][4]。
- 1989年（平成元年）3月11日：磐越東線全線CTC化に伴い無人化[新聞 1]。ただし、乗車券の発売は郡山駅から派遣にて継続。
- 1993年（平成5年）3月19日：郡山駅からの駅員派遣を中止。完全無人化。
- 2009年（平成21年）3月14日：ICカード「Suica」の利用が可能となる[報道 1]。
- 2016年（平成28年）4月1日：三春駅の業務委託化により、管理駅を郡山駅に変更。
- 2024年（令和6年）10月1日：えきねっとQチケのサービスを開始[1][報道 2]。

## 駅構造
相対式ホーム2面2線を有する地上駅である。列車交換が可能な構造ではあるが、定期列車の列車交換は行われていない。そのため、原則として駅舎側のホームに停車する。互いのホームはいわき方の構内踏切で連絡している。
郡山駅管理の無人駅である。乗車駅証明書発行機（自動精算機対応）と簡易Suica改札機が設置されている。

### のりば
| 番線 | 路線      | 方向 | 行先       |
| ---- | --------- | ---- | ---------- |
| 1    | ■磐越東線 | 下り | 郡山方面   |
| 1    | ■磐越東線 | 上り | いわき方面 |
| 2    | ■磐越東線 | 下り | 郡山方面   |

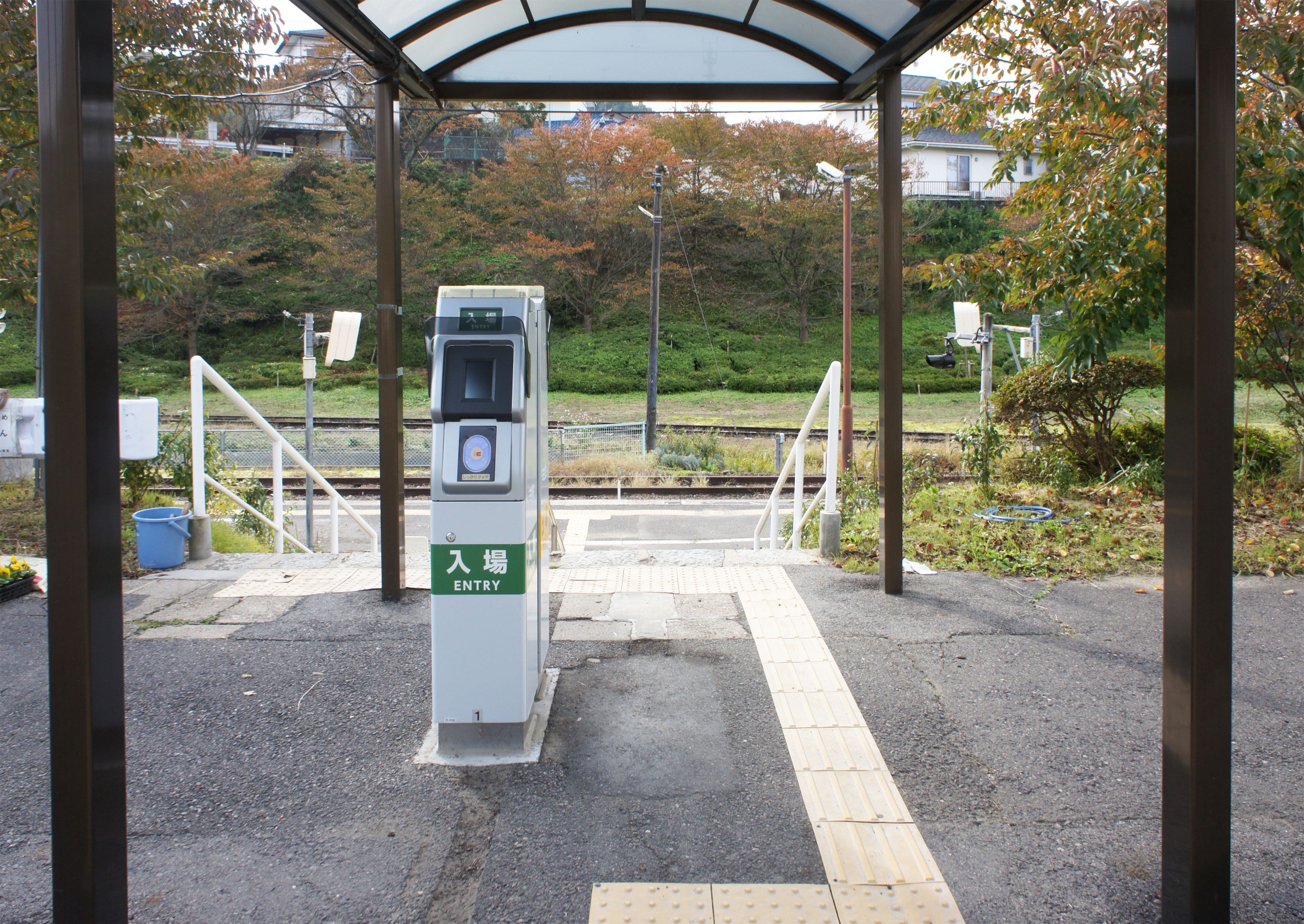
改札口（2021年10月）
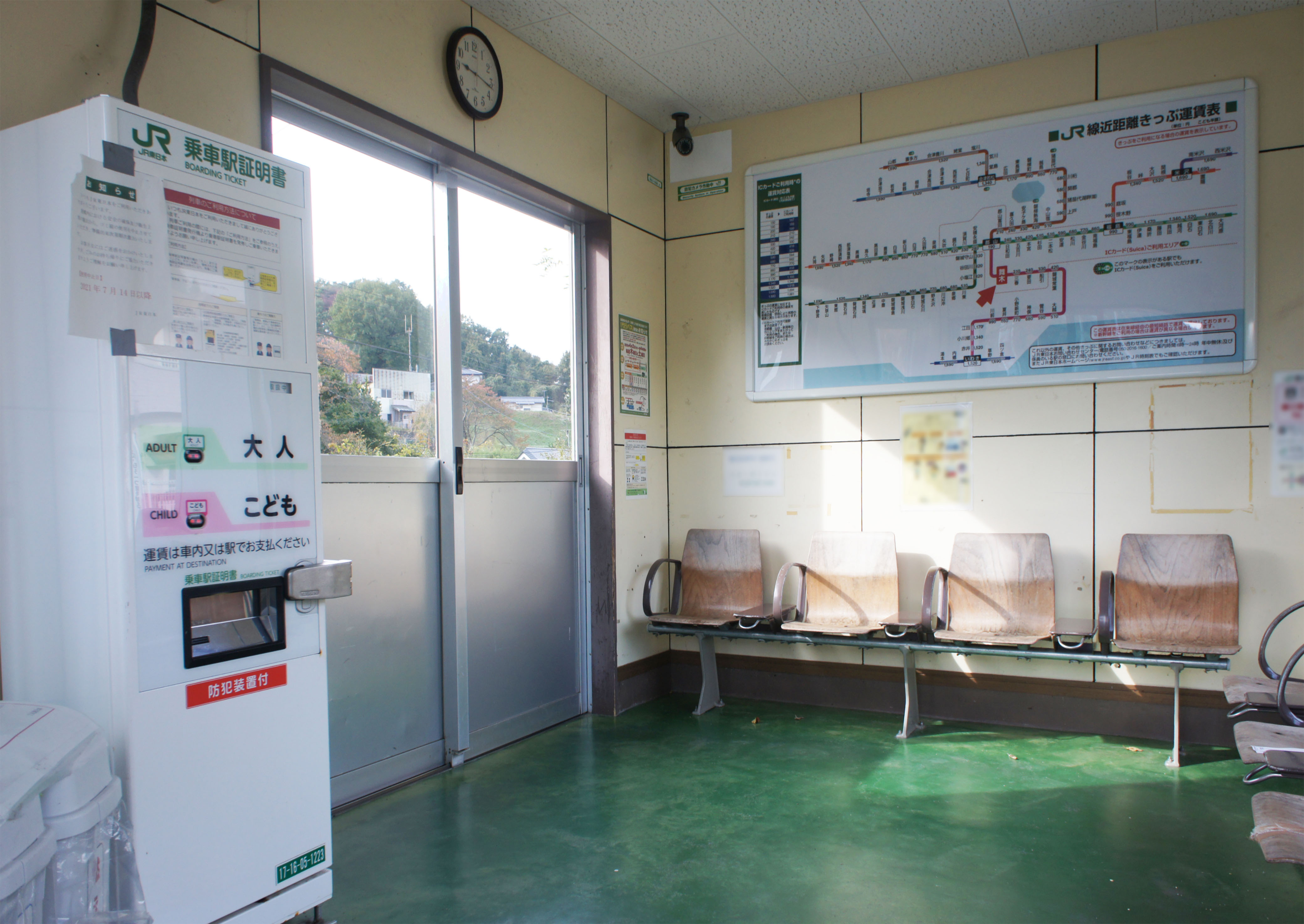
待合室（2021年10月）
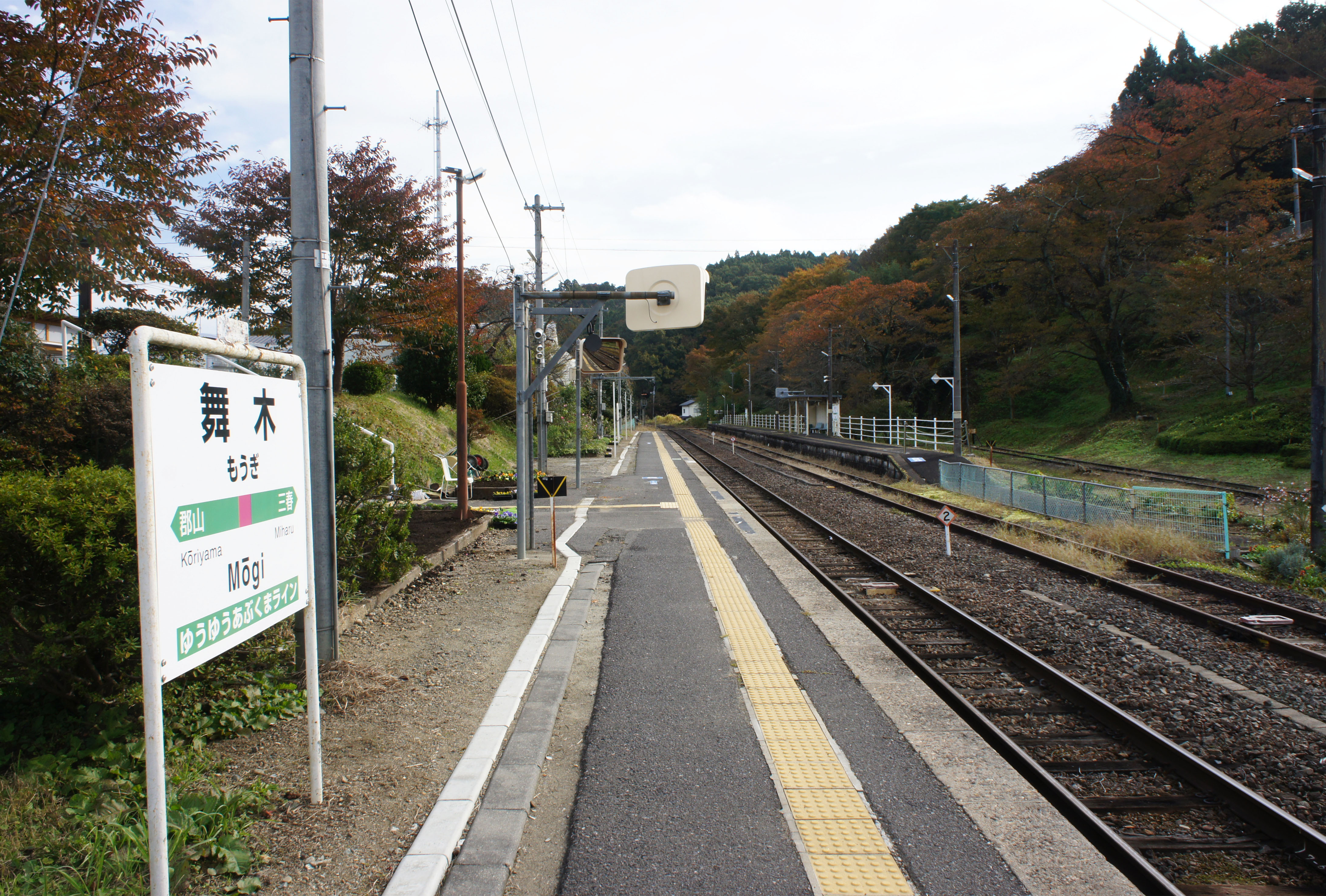
ホーム（2021年10月）
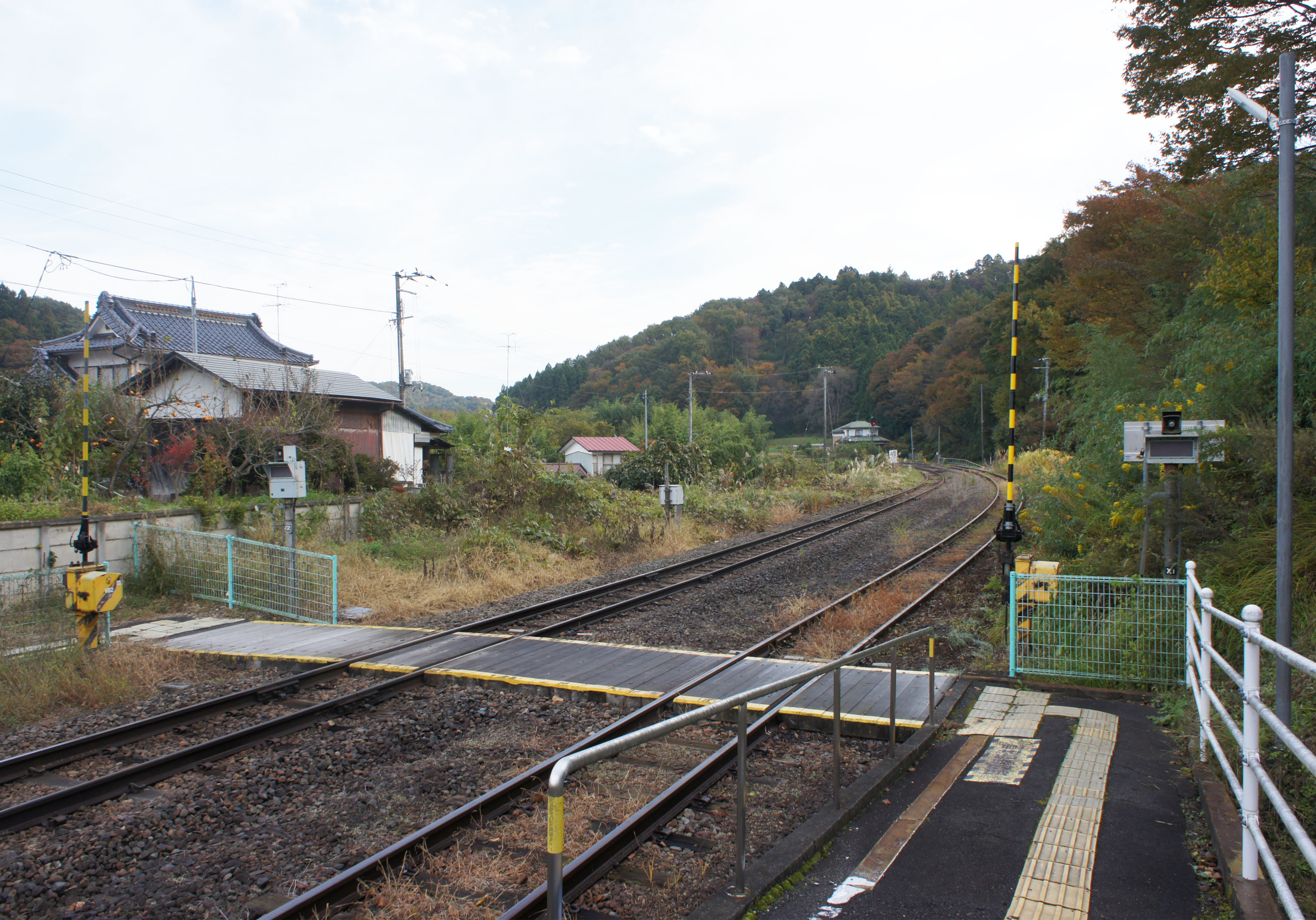
構内踏切（2021年10月）

## 利用状況
「福島県交通年鑑」によると、2000年度（平成12年度）- 2004年度（平成16年度）の1日平均乗車人員の推移は以下のとおりであった。
| 乗車人員推移       | 乗車人員推移     | 乗車人員推移 |
| 年度               | 1日平均 乗車人員 | 出典         |
| ------------------ | ---------------- | ------------ |
| 2000年（平成12年） | 581              | [ 6 ]        |
| 2001年（平成13年） | 581              | [ 7 ]        |
| 2002年（平成14年） | 584              | [ 8 ]        |
| 2003年（平成15年） | 585              | [ 9 ]        |
| 2004年（平成16年） | 542              | [ 10 ]       |

## 駅周辺
- 舞木郵便局
- 福島県理工専門学校
- 国道288号
- 福島県道298号阿久津舞木停車場線
- 福島交通「舞木駅前」停留所

## 隣の駅
東日本旅客鉄道（JR東日本）
■磐越東線
三春駅 - 舞木駅 - 郡山駅

### 報道発表資料
1. ↑  『Suicaをご利用いただけるエリアが広がります。』（PDF）（プレスリリース）東日本旅客鉄道、2008年12月22日。オリジナルの2020年5月24日時点におけるアーカイブ。2020年5月25日閲覧。
2. ↑  『Suicaエリア外もチケットレスで! 東北エリアから「えきねっとＱチケ」がはじまります』（PDF）（プレスリリース）東日本旅客鉄道、2024年7月11日。オリジナルの2024年7月11日時点におけるアーカイブ。2024年7月31日閲覧。

### 新聞記事
1. ↑  「磐越東線を近代化 JR東北地域本社 3・11ダイヤ改正から 平-郡山間全線にCTC」『交通新聞』交通新聞社、1989年1月10日、1面。